# Classificação da Biblioteca do Congresso: Classe B, subclasse BL - Religiões. Mitologia. Racionalismo
Subclass BL: Religiãos. Mitologia. Racionalismo. é uma classificação usada pelo sistema  Classificação da Biblioteca do Congresso debaixo da Classificação da Biblioteca do Congresso: Classe B - Filosofia, Psicologia, Religião. Este artigo descreve subclasse BL.

## Conteúdo
1-2790..................Religiãos. Mitologia. Racionalismo.
1-50...................Religião (Geral)
51-65..................Filosofia da religião. Psicologia da religião. Religião em relação a outros assuntos.
70-71..................Livros sagrados (Geral)
71.5-73................Biografia
74-99..................Religiões do mundo.
175-265................Teologia natural
175-190...............Geral
200...................Teísmo
205-216...............Natureza e os atributos da divindade
217...................Politeísmo
218...................Dualismo
220...................Panteísmo
221...................Monoteísmo
224-227...............Criação. Teoria da terra.
239-265...............Religião e a ciência
270....................Unidade e pluralidade
290....................A alma
300-325................O mito. Mitologia comparada
350-385................Classificação das religiões
410....................Religiões em relação a uma outra
425-490................Doutrinas religiosas (Geral)
430...................Origens da religião
435-457...............Adoração da natureza
458...................Mulheres em religião comparada
460...................Adoração ao sexo. Falicismo.
465-470...............Adoração de seres humanos
473-490...............Outro
500-547................Escatologia
550-619................Adoração. Cultos.
624-629.5..............Vida religiosa.
630-(632.5)............Organização religiosa
660-2680...............História e princípios das religiões
660...................Indo-Europeia. Ariana.
685...................Ural-Altaica.
687...................Região do Mediterrâneo.
689-980...............Europeu. Ocidental
700-820..............Clássica (etrusca, grega, romana)
830-875..............Germânica e nórdica
900-980..............Outras Europeia
1000-2370.............Asiática. Oriental
1000-1035............Geral
1050-1060............Por região
1100-1295............Hinduism
1100-1107.5.........General
1108.2-1108.7.......Educação religiosa
1109.2-1109.7.......Antiguidades. Arqueologia. inscrições
1111-1143.2.........Livros sagrados. Fontes
1112.2-1137.5......Textos védicos
1140.2-1140.4......Purānas
1141.2-1142.6......Textos tântricos
1145-1146...........Literatura hindu
1153.7-1168.........Por região ou país
1212.32-1215........Doutrinas. Teologia
1216-1225...........Panteão hindu. Divindades
1225.2-1243.58......Vida religiosa
1243.72-1243.78.....Monastérios. Templos, etc.
1271.2-1295.........Modificações. Seitas
1284.5-1289.592....Vaishnavism
1300-1380............jainismo
1310-1314.2.........Livros sagrados. Fontes
1315-1317...........Literatura Jain
1375.3-1375.7.......Panteão Jain. Divindades
1376-1378.85........Formas de culto
1379-1380...........Modificações, etc.
1500-1590............zoroastrismo (Mazdeism). Parseeism
1595.................Yezidis
1600-1695............Religiões semitas
1600-1605...........Geral
1610................Aramaica
1615-1616...........Sumeriana
1620-1625...........Assírio-babilônica
1630................Caldeu
1635................Harranian. Pseudo-Sabian
1640-1645...........Sírio. Palestino. Samaritano
1650................Hebraico. (Para o Judaísmo, consulte subclasse BM)
1660-1665...........Fenício. fenício. Cartaginês, etc.
1670-1672...........Cananeu
1675................Moabita. Filisteu
1680-1685...........Arábico (aceitaram o Islã)
1695................Drusos
1710.................Etíope
1750-2350............Por região ou país
1790-1975...........China
1830-1883..........Confucionismo
1899-1942.85.......Taoísmo
2000-2032...........Índia
2017-2018.7........Siquismo
2195-2228...........Japão
2216-2227.8........Xintoísmo
2230-2240...........Coreia
2390-2490.............Africano
2420-2460............Egípcio
2500-2592.............Americano. (Para os índios americanos, ver Classe E e Classe F)
2600-2630.............Ilhas do Oceano Pacífico. Oceania
2670..................Regiões árticas
2700-2790..............Racionalismo